# Xavier de Soultrait
Xavier de Soultrait (9 de mayo de 1988, Moulins, Allier, Auvernia-Ródano-Alpes, Francia) es un motociclista francés especialista de enduro, participa en el Rally Dakar. 

## Carrera Deportiva
Era piloto de motociclismo de Rally raid, hizo su debut en el Rally Dakar de 2014, terminando en la posición 34.º en la categoría de motos.
En 2016 se consagró campeón en la Copa Mundial de Bajas de la FIM en la categoría de motos con la escudería de Yamaha.
En 2021, sufriría un accidente en la etapa 8, por lo que abandonaría la carrera, sin embargo, la gravedad de la lesión de su columna vertebral, no le permitió seguir compitiendo en la categoría motos, cambiando a SSVs en 2023.
En 2024 ganaría su primer edición de Rally Dakar en la categoría SSV, siendo el primer piloto francés en consagrarse en dicha categoría, ganando 3 etapas. 

## Resultados

### Rally Dakar
| Año     | Categoría | Vehículo  | Posición | Etapas |
| ------- | --------- | --------- | -------- | ------ |
| 2014    | Motos     | Yamaha    | 34.º     | -      |
| 2015    | Motos     | Yamaha    | 13.º     | -      |
| 2016    | Motos     | Yamaha    | Ret.     | -      |
| 2017    | Motos     | Yamaha    | 87.º     | 1      |
| 2018    | Motos     | Yamaha    | Ret.     | -      |
| 2019    | Motos     | Yamaha    | 7.º      | 1      |
| 2020    | Motos     | Yamaha    | Ret.     | -      |
| 2021    | Motos     | Husqvarna | Ret.     | -      |
| 2022    | Motos     | Husqvarna | 15.º     | -      |
| 2023    | SSVs      | Polaris   | 19.º     | -      |
| 2024    | SSVs      | Polaris   | 1.º      | 3      |
| 2025    | SSVs      | Polaris   | 21.º     | -      |
| Fuente: |           |           |          |        |

### Campeonato Mundial de Rally Raid (FIM)
| Año     | Clase | Vehículo  | Posición | Puntaje | Victorias |
| ------- | ----- | --------- | -------- | ------- | --------- |
| 2022    | Motos | Husqvarna | 17.º     | 6       | -         |
| Fuente: |       |           |          |         |           |